# 안드레아 팔라디오
안드레아 팔라디오(Andrea Palladio, 1508년 11월 30일 ~ 1580년 8월 19일)는 베네치아 공화국의 건축가이다. 본명은 안드레아 디 피에트로 델라 곤돌라(Andrea di Pietro della Gondola)이다. 파도바 출신으로 주로 비첸차에서 활약하였으며 비트루비우스와 알베르티의 저서를 연구하여 당대 건축의 권위자가 되었다. 그 자신도 《건축 사서》를 저작하여 비트루비우스의 기술과 남아 있는 건축물과의 상세한 대조를 하였다. 그는 알베르티 이상으로 이론과 실천과의 긴밀한 관련을 실증하였고 더 한층 실제적이어서 후세에 대한 영향도 컸다. 1994년과 1996년에 ‘비첸차 시와 베네토주의 팔라디오 빌라’(City of Vicenza and the Palladian Villas of the Veneto)는 유네스코 세계유산으로 등록되었다.

## 생애

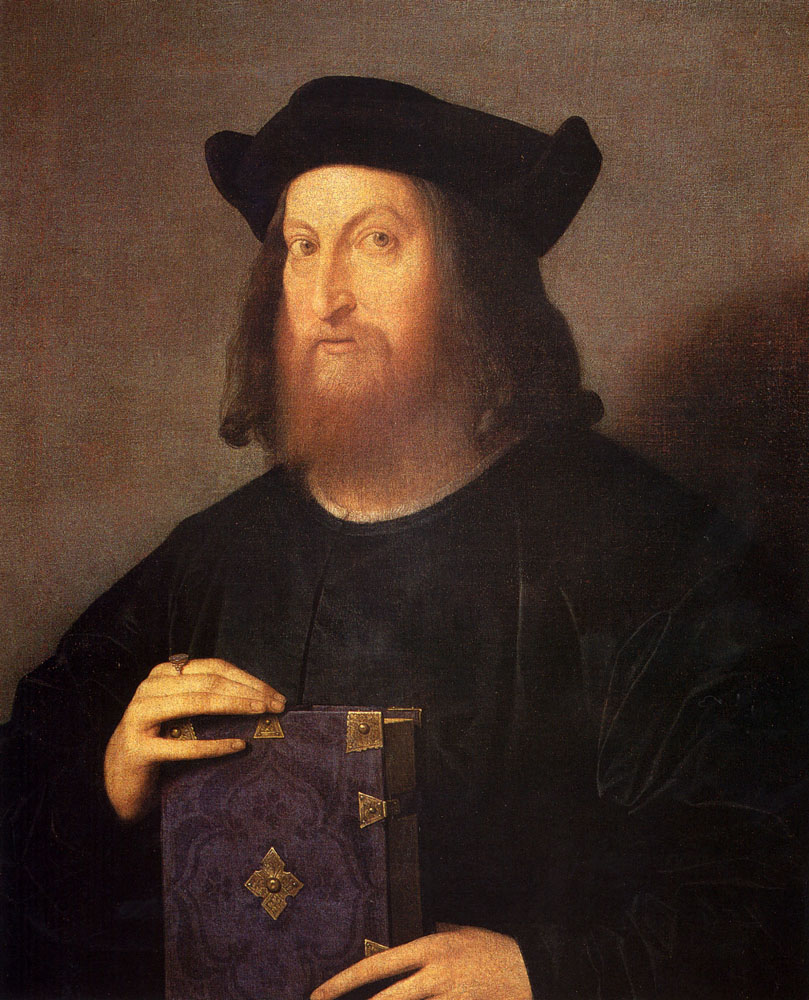
잔 조르조 트리시노

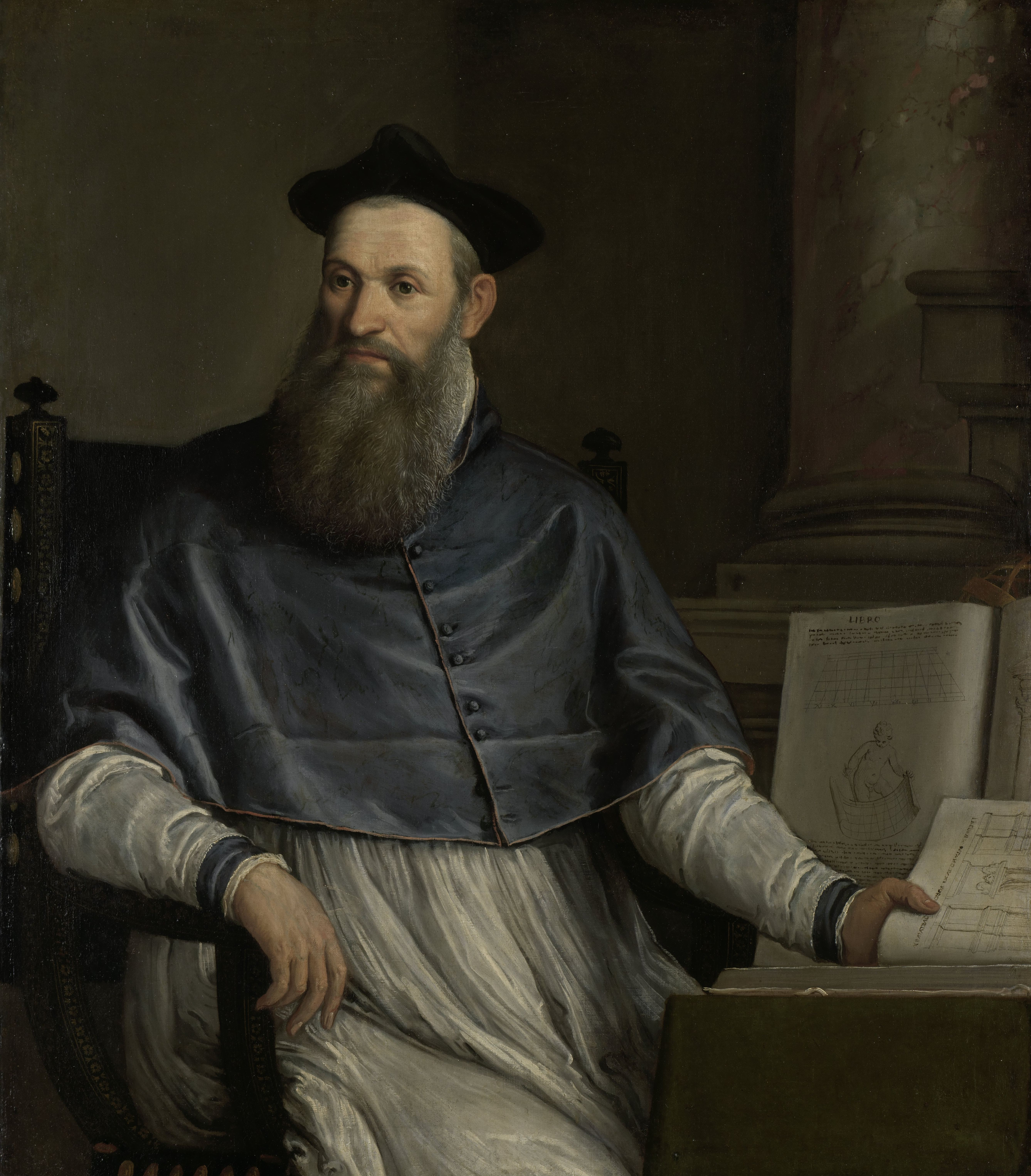
다니엘레 바르바로

팔라디오는 1508년에 베네치아 공화국의 파도바에서 부친 피에트로 델라 곤돌라(Pietro della Gondola)와 모친 마르타(Marta) 사이에서 태어났다. 부친은 맷돌을 만들어 설치해 주는 장인이었다.
파도바의 석공 바르톨로메오 카바차(Bartolomeo Cavazza)의 밑에서 도제 생활을 하다가 6년을 하기로 계약되어 있었지만 18개월 후 비첸차로 옮긴다. 1524년 4월에 팔라디오의 대부이자 지방 조각가 빈첸초 데 그란디(Vincenzo de Grandi)의 도움으로 비첸차의 석공 길드에 조수로 가입하였고 페데무로 공방의 조반니 다 포를레차(Giovanni da Porlezza)의 밑에서 도제 생활을 하였다.
비첸차의 인본주의자이자 당대 최고 학자 가운데 한 사람인 잔 조르조 트리시노는 팔라디오의 과학과 수학의 천부적 능력을 알아보고 팔라디오에게 비트루비우스의 책을 읽게 하여 재능을 개발시켰으며 크리콜리의 아카데미 트리시니아나에서 정식으로 인문학 교육을 받게 하였다. 또한 트리시노는 팔라디오를 데리고 1541년, 1545년, 1546년 ~ 1547년, 1549년 네 차례에 걸쳐서 로마를 여행하며 팔라디오가 고대 유적과 르네상스 고전주의 건축을 접할 수 있게 하였다. 한편 팔라디오의 본래 이름은 안드레아 디 피에트로 델라 곤돌라(Andrea di Pietro della Gondola)였으나 트리시노가 팔라디오라는 새 이름을 지어주었다. 지혜의 여신인 팔라스 아테나나 팔라스 여신상을 지칭하는 팔라디온(Palladium)에서 팔라디오라는 이름을 따온 것으로 추측되며 트리시노는 팔라디오가 비트루비우스 고전 건축의 전파자가 되리라 믿었다.

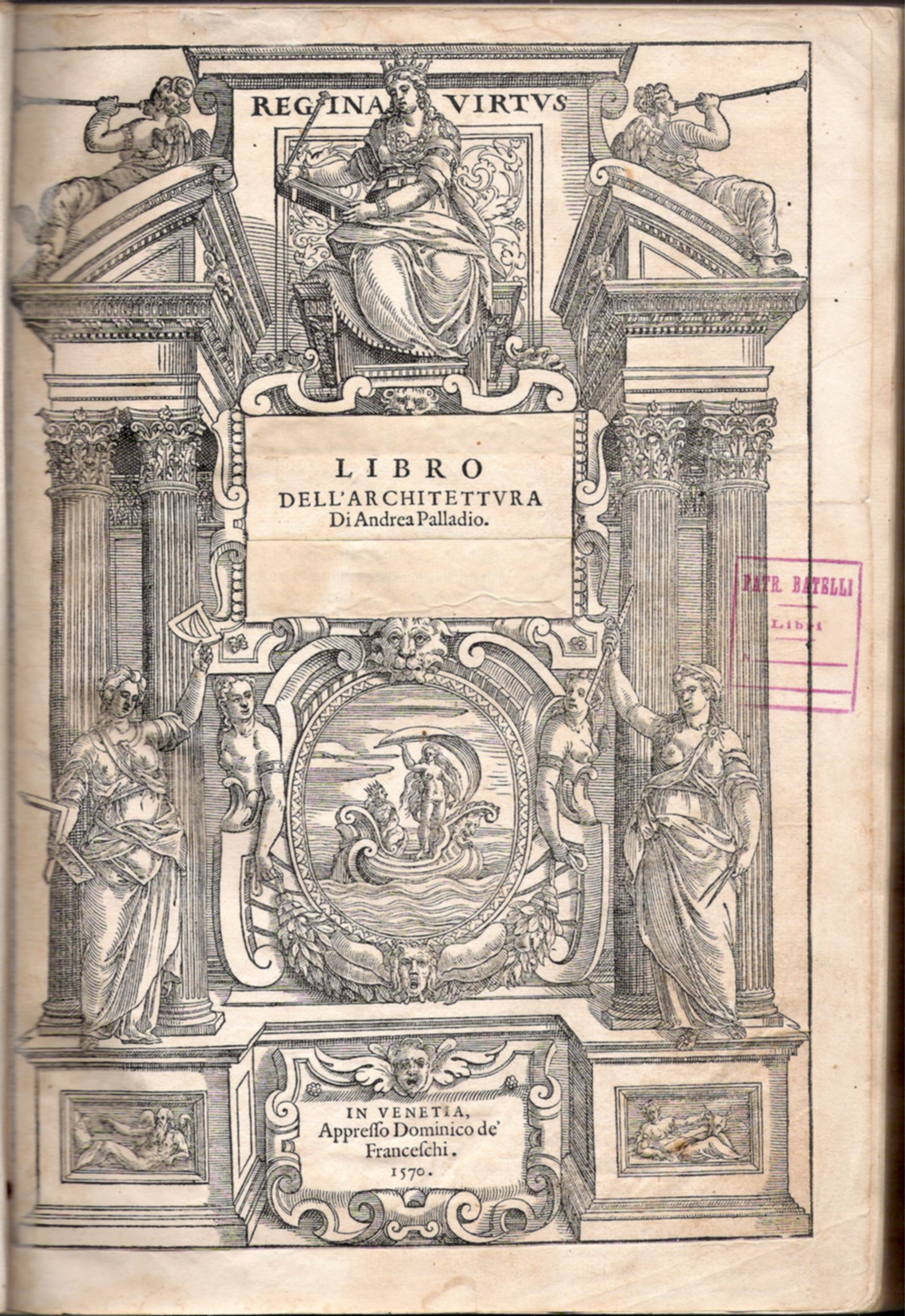
《건축 사서》의 첫 장

트리시노가 사망한 1550년 이후에는 바르바로 형제가 트리시노를 대신하여 팔라디오가 건축 이론을 정립하는 데 많은 도움을 주었다. 베네치아 공화국의 외교관이자 아리스토텔레스 학자인 다니엘레 바르바로는 팔라디오와 함께 1552년에 트렌토, 1554년에는 로마를 여행하였고 1556년에는 《비트루비우스》의 새로운 주해 번역서를 팔라디오와 같이 작업하여 출판하였다. 다니엘레의 동생인 베네치아 공화국의 정치가 마르칸토니오 바르바로도 베네치아에서 팔라디오의 활동에 도움을 주었다. 바르바로 형제 이외에도 파도바의 코르나로(Cornaro)와 피사니(Pisani) 집안도 팔라디오의 후원자가 되었다.
팔라디오는 설계한 건물만으로도 건축사에서 중요한 위치를 차지하지만 1570년에 《건축 사서》(라틴어: I quattro libri dell'architettura)를 출판하면서 진정한 명성을 얻는다. 동시에 고전 건축에 대한 자신의 견해를 전파하는 유용한 수단이 되어 팔라디오 양식(Palladianism)을 정립하는 계기가 되었다. 팔라디오는 《건축 사서》에서 간결한 형태의 문장과 다양한 도판을 활용하여 건축에 관한 최초의 대중서를 만들었다.
팔라디오는 1580년 8월에 르네상스 시대의 첫 번째 영구적인 실내 극장인 비첸차의 테아트로 올림피코의 공사를 진행하는 도중에 사망하였고 테아트로 올림피코를 비롯하여 팔라디오가 끝마치지 못한 건축 프로젝트는 제자인 빈첸초 스카모치에 의해서 완성되었다.

## 기법

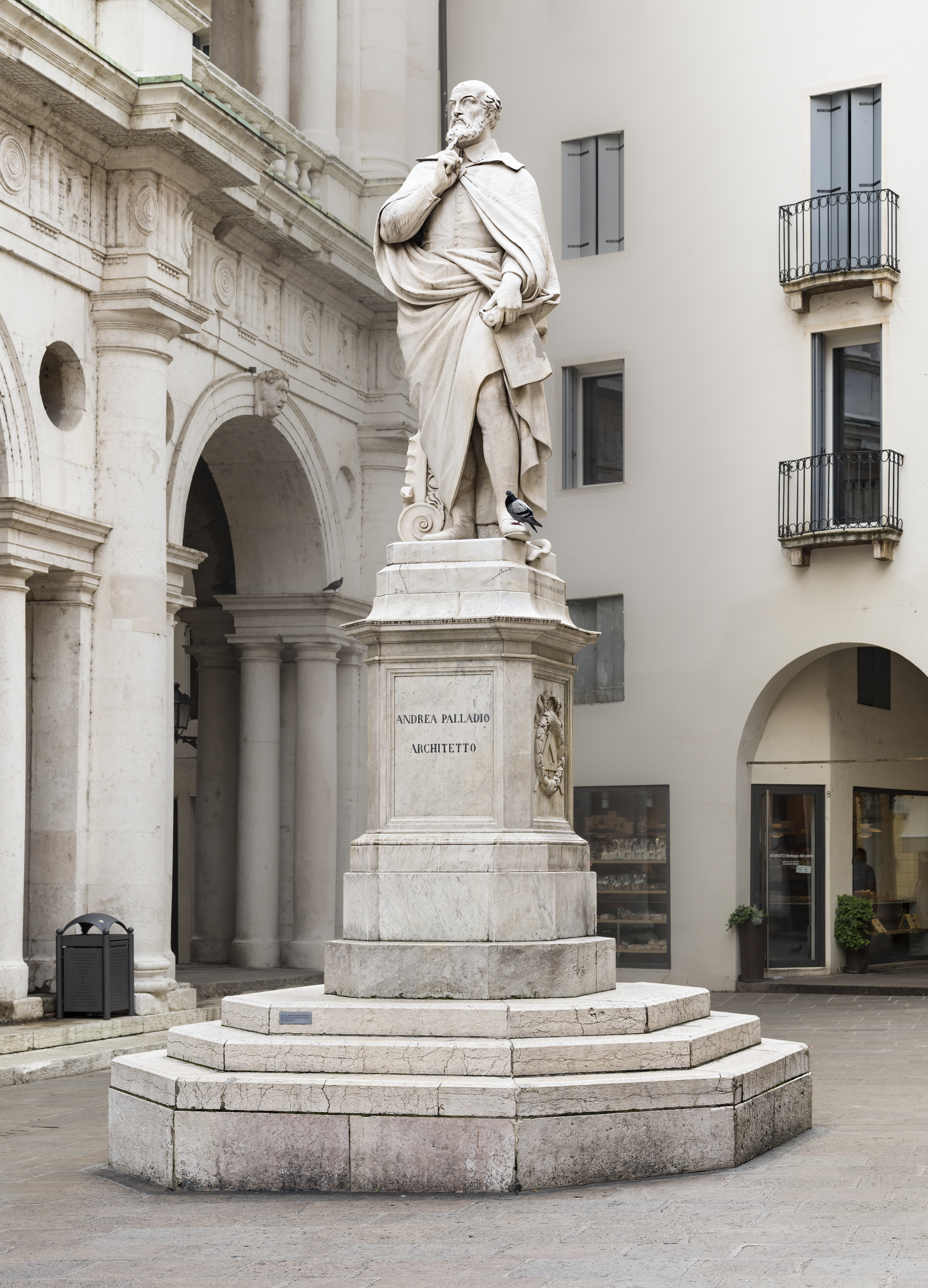
비첸차의 팔라디오 상

르네상스 건축은 중세 건축에 대한 반발과 인본주의에 뿌리를 둔 고대 그리스·로마 건축의 차용에서 비롯된 독립적이고 완결적인 형태를 특징으로 하고 비례와 조화를 추구하여 이를 기하학적으로 재구성하였다.
르네상스 시대의 건축가들은 설계의 완벽성은 자연의 모방에서 오며 이를 위해 건축의 형태는 기하 법칙에 의해 구성되어야 하며 모듈이 설계 전체의 치수를 결정해야 한다고 믿었다. 비트루비우스는 건물의 구성 요소들 사이에 조화적 통일성을 주장하며 ‘디스포시티오’(dispositio, 조화로운 배치)와 동일한 비례 법칙의 적용을 의미하는 ‘시메트리아’(symmetria, 대칭)의 개념을 제시하였고 완전수와 인체 비례를 건축 설계의 이상적 체계의 단위로 정의내렸다. 알베르티는 비트루비우스의 두 개념을 ‘콘친니타스’(concinnitas)라는 단일 개념으로 정리하였고 그리스 음계의 화음 체계와 건축의 이상적 비례가 상호 대응한다고 주장하였다.
팔라디오도 비트루비우스와 알베르티의 법칙들이 반드시 지켜져야 한다고 믿었으며 스스로 조화수열에서 파생된 숫자로 건물의 치수를 산정하였지만 현장에서 얻은 경험을 반영하여 일정량의 치수의 가감을 인정하였다. 한편 팔라디오는 건축 양식의 명확성, 질서, 대칭의 측면에서 합리성을 나타내면서도 고전적인 형태와 장식 모티브들을 사용하였는데 고전 건축이 자연의 법칙을 좇아 구성된 자연스런 건축이라는 믿음에서 비롯되었다.

## 영향

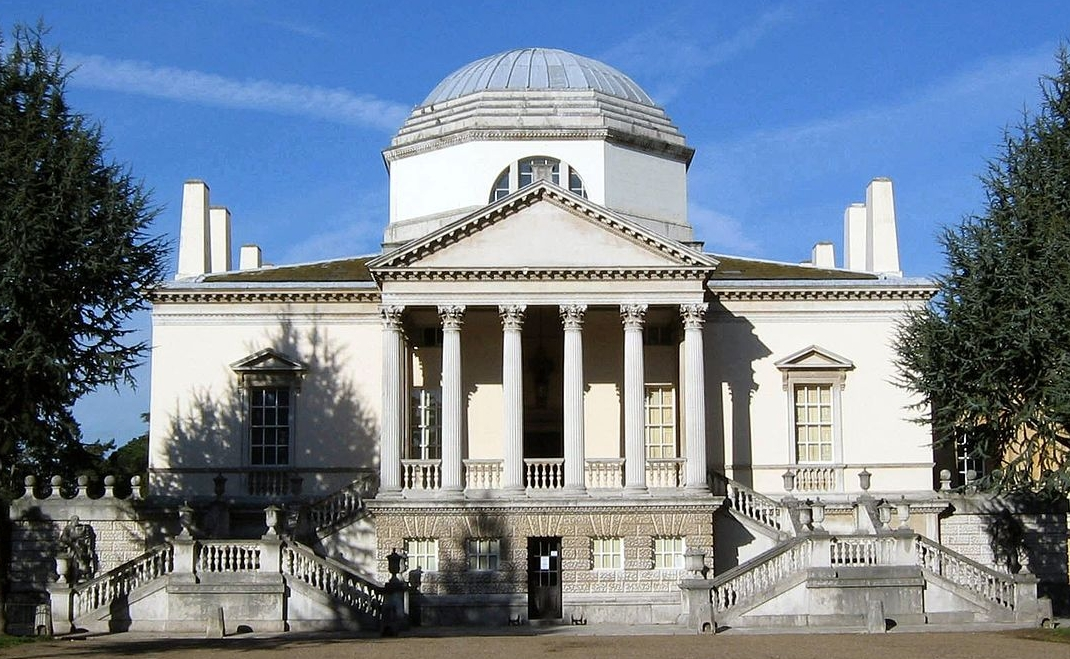
치즈윅 하우스

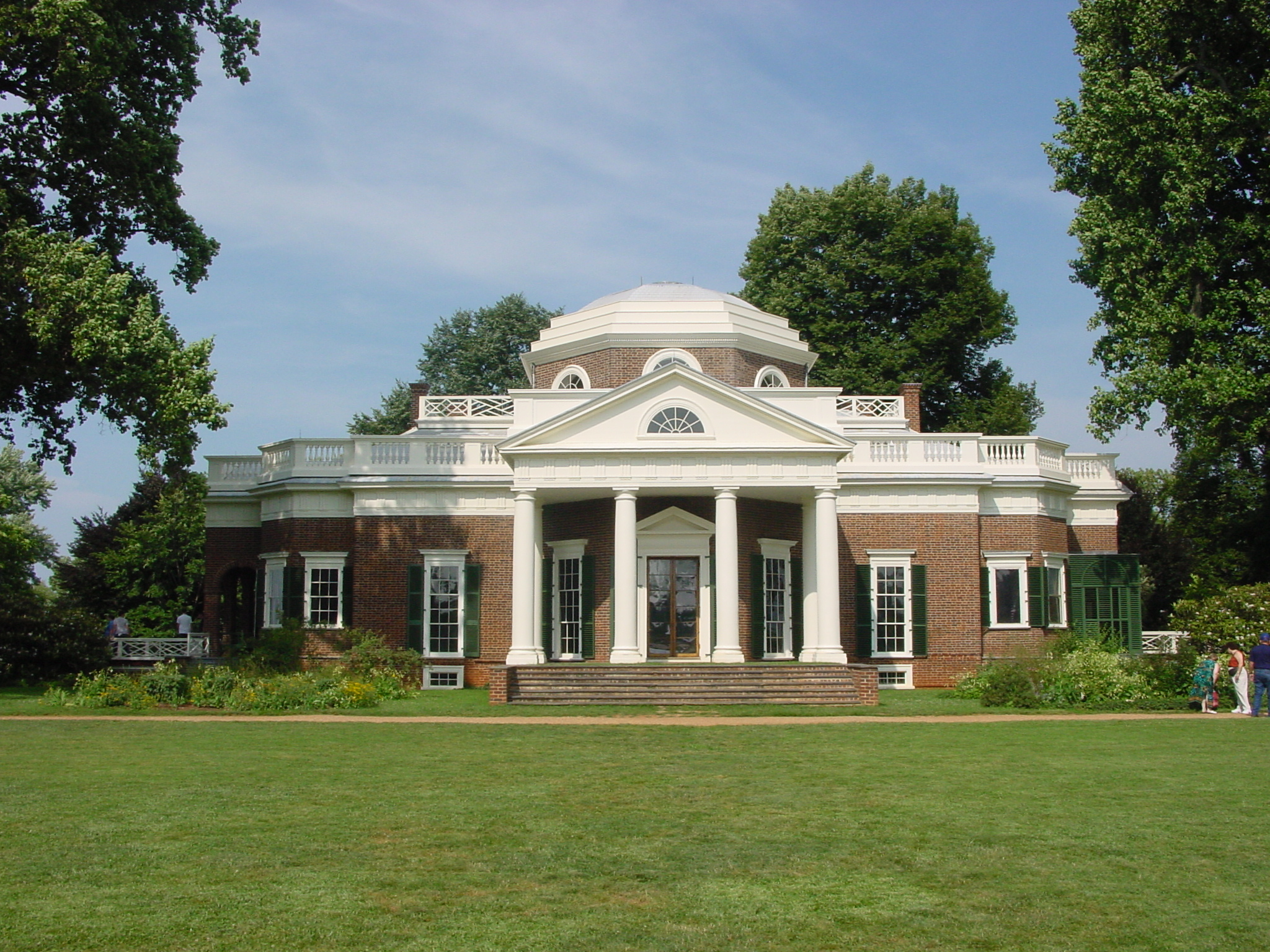
몬티첼로

팔라디오 양식의 영향을 가장 강하게 받은 곳은 영국으로 17세기 초에 이니고 존스가 팔라디오 양식을 도입한 이후 18세기 전반에는 대대적인 팔라디아니즘 운동이 일어나 팔라디오 양식의 컨트리 하우스가 유행하였다. 영국의 팔라디오 양식은 바로크 건축의 과도하고 기형적인 변형에 대한 반작용으로 발생하였고 팔라디오와 이니고 존스의 건축에 기초하여 엄격한 고전 건축을 국가적인 건축 규범으로 재정립하고자 하였다. 이니고 존스는 팔라디오와 스카모치의 건축에 대해 자기 나름대로의 견해를 형성하였고 그리니치에 팔라디오 양식의 퀸스 하우스를 설계하였다.
영국의 팔라디오 양식을 집약시킨 건축가는 콜린 캠벨과 벌링턴 백작 리처드 보일이었다. 캠벨은 바로크 양식의 과도한 장식성을 비판하고 고전 건축의 단순미의 부활을 주장하며 팔라디오 양식을 이상적 모델로 받아들였다. 벌링턴 백작은 1725년경에 팔라디오의 라 로톤다를 모방하여 런던 근교에 치즈윅 하우스를 설계하였다. 18세기 영국에서 부흥한 팔라디오 양식은 유럽의 대부분 지역과 아메리카 식민지로 전파되었다. 한편 18세기 중반 이후 영국의 팔라디오 양식은 신고전주의로 이어졌다.
영국의 식민지였던 미국의 팔라디오 양식은 18세기 중엽에 영국의 건축 서적을 통하여 전파되었다. 미국 제3대 대통령으로서 잘 알려진 토머스 제퍼슨은 팔라디오 양식을 기초로 버지니아주 샬러츠빌에 몬티첼로를 설계하였으며 팔라디오 양식을 공공 건축에 적용하여 공화주의와 민주주의의 이상을 구현하고자 하였다.
팔라디오의 도면의 대부분은 현재 영국 왕립 건축가 협회에 남아 있다. 1613년 ~ 1614년에 이니고 존스가 팔라디오의 자녀에게서 구입한 도면 약 250매와 1719년에 벌링턴 백작이 입수한 60매의 도면을 합한 것이다. 이 외에 비첸차 시립미술관에 소장된 자료가 있다. 1979년에 설립된 미국 팔라디안 연구 센터는 팔라디오에 대한 이해를 향상하는 연구와 조사를 하고 있다.

## 작품 목록
팔라디오의 작품은 도시의 건축인 팔라초, 전원의 빌라, 대부분이 베네치아에 세워진 종교 건축의 세 부류로 나눌 수 있으며 이외에도 극장, 문, 다리 등이 있다. 현존하는 작품만으로 40채가 넘으며 미완공인 것, 파괴된 것, 불확실한 것까지 합하면 수가 두 배에 이른다.
| \| 연도 \| 건물명 \| 위치 \| 비고 \| 사진 \| \| ------ \| ------------------------------------------------ \| -------- \| ------------------------------------------------------ \| ---- \| \| 1534년 \| 빌라 트리시노 (Villa Trissino) \| 비첸차 \| 주설계자는 잔 조르조 트리시노 \| \| \| 1537년 \| 빌라 고디 (Villa Godi) \| 비첸차 \| \| \| \| 1539년 \| 빌라 피오베네 (Villa Piovene) \| 비첸차 \| \| \| \| 1542년 \| 빌라 발마라나 (Villa Valmarana) \| 비첸차 \| \| \| \| 1542년 \| 빌라 가초티 그리마니 (Villa Gazzotti Grimani) \| 비첸차 \| \| \| \| 1542년 \| 빌라 칼도뇨 (Villa Caldogno) \| 비첸차 \| \| \| \| 1542년 \| 빌라 피사니 (Villa Pisani) \| 비첸차 \| \| \| \| 1542년 \| 빌라 티에네 (Villa Thiene) \| 비첸차 \| 설계에 줄리오 로마노가 관여함 \| \| \| 1543년 \| 빌라 사라체노 (Villa Saraceno) \| 비첸차 \| \| \| \| 1546년 \| 빌라 포야나 (Villa Pojana) \| 비첸차 \| \| \| \| 1546년 \| 빌라 콘탈리니 (Villa Contarini) \| 파도바 \| \| \| \| 1547년 \| 빌라 아르날디 (Villa Arnaldi) \| 비첸차 \| \| \| \| 1548년 \| 빌라 안가라노 (Villa Angarano) \| 비첸차 \| 빌라의 주된 부분이 발사다레 롱게나에 의해 재건축됨 \| \| \| 1550년 \| 빌라 키에리카티 (Villa Chiericati) \| 비첸차 \| 팔라디오의 사후 도메니코 그로피노에 의해 1584년에 완공 \| \| \| 1552년 \| 빌라 코르나로 (Villa Cornaro) \| 파도바 \| \| \| \| 1552년 \| 빌라 피사니 (Villa Pisani) \| 파도바 \| \| \| \| 1554년 \| 빌라 바도에르 (Villa Badoer) \| 로비고 \| \| \| \| 1554년 \| 빌라 포르토 (Villa Porto) \| 비첸차 \| \| \| \| 1554년 \| 빌라 바르바로 (Villa Barbaro) \| 트레비소 \| \| \| \| 1554년 \| 빌라 제노 (Villa Zeno) \| 트레비소 \| \| \| \| 1556년 \| 빌라 티에네 (Villa Thiene) \| 파도바 \| 미완공 \| \| \| 1557년 \| 빌라 레페타 (Villa Repeta) \| 비첸차 \| 화재로 파괴된 후 다른 형태로 재건축 \| \| \| 1558년 \| 빌라 에모 (Villa Emo) \| 트레비소 \| \| \| \| 1559년 \| 빌라 포스카리 (Villa Foscari) \| 베니스 \| \| \| \| 1563년 \| 빌라 발마라나 (Villa Valmarana) \| 비첸차 \| \| \| \| 1565년 \| 빌라 세레고 (Villa Serego) \| 베로나 \| \| \| \| 1565년 \| 빌라 포르니 케라토 (Villa Forni Cerato) \| 비첸차 \| \| \| \| 1566년 \| 빌라 카프라(라 로톤다) (Villa Capra, La Rotonda) \| 비첸차 \| 팔라디오의 사후 빈첸초 스카모치가 1585년에 완공 \| \| \| 1567년 \| 빌라 트리시노 (Villa Trissino) \| 비첸차 \| 부분 현존 \| \| \| 1570년 \| 빌라 포르토 (Villa Porto) \| 비첸차 \| 미완공 \| \| |                                                  |          |                                                        |      |
| 연도 | 건물명                                           | 위치     | 비고                                                   | 사진 |
| 1534년 | 빌라 트리시노 (Villa Trissino)                   | 비첸차   | 주설계자는 잔 조르조 트리시노                          |      |
| 1537년 | 빌라 고디 (Villa Godi)                           | 비첸차   |                                                        |      |
| 1539년 | 빌라 피오베네 (Villa Piovene)                    | 비첸차   |                                                        |      |
| 1542년 | 빌라 발마라나 (Villa Valmarana)                  | 비첸차   |                                                        |      |
| 1542년 | 빌라 가초티 그리마니 (Villa Gazzotti Grimani)    | 비첸차   |                                                        |      |
| 1542년 | 빌라 칼도뇨 (Villa Caldogno)                     | 비첸차   |                                                        |      |
| 1542년 | 빌라 피사니 (Villa Pisani)                       | 비첸차   |                                                        |      |
| 1542년 | 빌라 티에네 (Villa Thiene)                       | 비첸차   | 설계에 줄리오 로마노가 관여함                          |      |
| 1543년 | 빌라 사라체노 (Villa Saraceno)                   | 비첸차   |                                                        |      |
| 1546년 | 빌라 포야나 (Villa Pojana)                       | 비첸차   |                                                        |      |
| 1546년 | 빌라 콘탈리니 (Villa Contarini)                  | 파도바   |                                                        |      |
| 1547년 | 빌라 아르날디 (Villa Arnaldi)                    | 비첸차   |                                                        |      |
| 1548년 | 빌라 안가라노 (Villa Angarano)                   | 비첸차   | 빌라의 주된 부분이 발사다레 롱게나에 의해 재건축됨     |      |
| 1550년 | 빌라 키에리카티 (Villa Chiericati)               | 비첸차   | 팔라디오의 사후 도메니코 그로피노에 의해 1584년에 완공 |      |
| 1552년 | 빌라 코르나로 (Villa Cornaro)                    | 파도바   |                                                        |      |
| 1552년 | 빌라 피사니 (Villa Pisani)                       | 파도바   |                                                        |      |
| 1554년 | 빌라 바도에르 (Villa Badoer)                     | 로비고   |                                                        |      |
| 1554년 | 빌라 포르토 (Villa Porto)                        | 비첸차   |                                                        |      |
| 1554년 | 빌라 바르바로 (Villa Barbaro)                    | 트레비소 |                                                        |      |
| 1554년 | 빌라 제노 (Villa Zeno)                           | 트레비소 |                                                        |      |
| 1556년 | 빌라 티에네 (Villa Thiene)                       | 파도바   | 미완공                                                 |      |
| 1557년 | 빌라 레페타 (Villa Repeta)                       | 비첸차   | 화재로 파괴된 후 다른 형태로 재건축                    |      |
| 1558년 | 빌라 에모 (Villa Emo)                            | 트레비소 |                                                        |      |
| 1559년 | 빌라 포스카리 (Villa Foscari)                    | 베니스   |                                                        |      |
| 1563년 | 빌라 발마라나 (Villa Valmarana)                  | 비첸차   |                                                        |      |
| 1565년 | 빌라 세레고 (Villa Serego)                       | 베로나   |                                                        |      |
| 1565년 | 빌라 포르니 케라토 (Villa Forni Cerato)          | 비첸차   |                                                        |      |
| 1566년 | 빌라 카프라(라 로톤다) (Villa Capra, La Rotonda) | 비첸차   | 팔라디오의 사후 빈첸초 스카모치가 1585년에 완공        |      |
| 1567년 | 빌라 트리시노 (Villa Trissino)                   | 비첸차   | 부분 현존                                              |      |
| 1570년 | 빌라 포르토 (Villa Porto)                        | 비첸차   | 미완공                                                 |      |

| \| 연도 \| 건물명 \| 위치 \| 비고 \| 사진 \| \| ------ \| -------------------------------------------------------- \| -------- \| ------------------------------------------- \| ---- \| \| 1540년 \| 팔라초 포야나 (Palazzo Pojana) \| 비첸차 \| \| \| \| 1540년 \| 팔라초 키베나 (Palazzo Civena) \| 비첸차 \| \| \| \| 1542년 \| 팔라초 티에네 (Palazzo Thiene) \| 비첸차 \| 설계에 줄리오 로마노가 관여함 \| \| \| 1544년 \| 팔라초 포르토 (Palazzo Porto) \| 비첸차 \| \| \| \| 1546년 \| 바실리카 팔라디아나 (Basilica Palladiana) \| 비첸차 \| 팔라디오의 사후 1614년에 완공 \| \| \| 1550년 \| 팔라초 키에리카티 (Palazzo Chiericati) \| 비첸차 \| 팔라디오의 사후 1680년에 완공 \| \| \| 1555년 \| 팔라초 달라 토레 (Palazzo Dalla Torre) \| 베로나 \| 1945년에 부분적으로 파괴되어 일부만 현존 \| \| \| 1556년 \| 팔라초 안토니니 (Palazzo Antonini) \| 우디네 \| \| \| \| 1559년 \| 카사 코골로 (Casa Cogollo) \| 비첸차 \| 팔라디오의 집으로 알려져 있으나 관련이 없음 \| \| \| 1560년 \| 팔라초 스치오 (Palazzo Schio) \| 비첸차 \| \| \| \| 1564년 \| 팔라초 프레토리오 (Palazzo Pretorio) \| 우디네 \| \| \| \| 1565년 \| 팔라초 델 카피타니아토 (Palazzo del Capitaniato) \| 비첸차 \| \| \| \| 1565년 \| 팔라초 발마라나 (Palazzo Valmarana) \| 비첸차 \| \| \| \| 1569년 \| 팔라초 바르바란 다 포르토 (Palazzo Barbaran da Porto) \| 비첸차 \| \| \| \| 1571년 \| 팔라초 포르토 (Palazzo Porto) \| 비첸차 \| 미완공, 빈첸초 스카모치가 1615년에 완공 \| \| \| 1572년 \| 팔라초 티에네 보닌 론가레 (Palazzo Thiene Bonin Longare) \| 비첸차 \| \| \| \| \| \| \| \| \| \| 1574년 \| 팔라초 두칼레의 방 (Palazzo Ducale) \| 베네치아 \| \| \| |                                                          |          |                                             |      |
| 연도 | 건물명                                                   | 위치     | 비고                                        | 사진 |
| 1540년 | 팔라초 포야나 (Palazzo Pojana)                           | 비첸차   |                                             |      |
| 1540년 | 팔라초 키베나 (Palazzo Civena)                           | 비첸차   |                                             |      |
| 1542년 | 팔라초 티에네 (Palazzo Thiene)                           | 비첸차   | 설계에 줄리오 로마노가 관여함               |      |
| 1544년 | 팔라초 포르토 (Palazzo Porto)                            | 비첸차   |                                             |      |
| 1546년 | 바실리카 팔라디아나 (Basilica Palladiana)                | 비첸차   | 팔라디오의 사후 1614년에 완공               |      |
| 1550년 | 팔라초 키에리카티 (Palazzo Chiericati)                   | 비첸차   | 팔라디오의 사후 1680년에 완공               |      |
| 1555년 | 팔라초 달라 토레 (Palazzo Dalla Torre)                   | 베로나   | 1945년에 부분적으로 파괴되어 일부만 현존    |      |
| 1556년 | 팔라초 안토니니 (Palazzo Antonini)                       | 우디네   |                                             |      |
| 1559년 | 카사 코골로 (Casa Cogollo)                               | 비첸차   | 팔라디오의 집으로 알려져 있으나 관련이 없음 |      |
| 1560년 | 팔라초 스치오 (Palazzo Schio)                            | 비첸차   |                                             |      |
| 1564년 | 팔라초 프레토리오 (Palazzo Pretorio)                     | 우디네   |                                             |      |
| 1565년 | 팔라초 델 카피타니아토 (Palazzo del Capitaniato)         | 비첸차   |                                             |      |
| 1565년 | 팔라초 발마라나 (Palazzo Valmarana)                      | 비첸차   |                                             |      |
| 1569년 | 팔라초 바르바란 다 포르토 (Palazzo Barbaran da Porto)    | 비첸차   |                                             |      |
| 1571년 | 팔라초 포르토 (Palazzo Porto)                            | 비첸차   | 미완공, 빈첸초 스카모치가 1615년에 완공     |      |
| 1572년 | 팔라초 티에네 보닌 론가레 (Palazzo Thiene Bonin Longare) | 비첸차   |                                             |      |
| |                                                          |          |                                             |      |
| 1574년 | 팔라초 두칼레의 방 (Palazzo Ducale)                      | 베네치아 |                                             |      |

| \| 연도 \| 건물명 \| 위치 \| 비고 \| 사진 \| \| ------ \| ---------------------------------------------------------------------- \| -------- \| -------------------------------------------------------------------------------- \| ---- \| \| 1531년 \| 산타 마리아 데이 세르비의 정문 (Santa Maria dei Servi) \| 비첸차 \| \| \| \| 1558년 \| 비첸차 대성당의 돔 (Vicenza Cathedral) \| 비첸차 \| 제2차 세계 대전으로 파괴되었다가 재건 \| \| \| 1558년 \| 산 피에트로 디 카스텔로의 파사드 (San Pietro di Castello) \| 베네치아 \| 팔라디오 사후 완공 \| \| \| 1560년 \| 산 조르조 마조레 수도원의 회랑 (San Giorgio Maggiore) \| 베네치아 \| \| \| \| 1560년 \| 콘벤토 델라 카리타 (Convento della Carità) \| 베네치아 \| 1630년에 화재로 현관홀과 회랑이 파괴됨 \| \| \| 1563년 \| 비첸차 대성당의 측면 출입구 (Vicenza Cathedral) \| 비첸차 \| \| \| \| 1564년 \| 산 프란체스코 델라 비냐의 파사드 (San Francesco della Vigna) \| 베네치아 \| \| \| \| 1565년 \| 산 조르조 마조레 (San Giorgio Maggiore) \| 베네치아 \| 팔라디오 사후 1607년과 1611년 사이에 완공 빈첸초 스카모치에 의해 파사드가 변경됨 \| \| \| 1574년 \| 산 페트로니오 바실리카의 파사드 (San Petronio Basilica) \| 볼로냐 \| \| \| \| 1576년 \| 산타 코로나의 카펠라 발마라나 (Cappella Valmarana in Santa Corona) \| 비첸차 \| \| \| \| 1577년 \| 일 레덴토레 (Il Redentore) \| 베네치아 \| \| \| \| 1578년 \| 산타 마리아 노바 (Santa Maria Nova) \| 비첸차 \| 팔라디오 사후 1590년에 완공 \| \| \| 1580년 \| 산타 루시아 (Santa Lucia) \| 베네치아 \| 철거 \| \| \| 1580년 \| 빌라 바르바로의 템피에토 바르바로 (Tempietto Barbaro of Villa Barbaro) \| 트레비소 \| \| \| |                                                                        |          |                                                                                  |      |
| 연도 | 건물명                                                                 | 위치     | 비고                                                                             | 사진 |
| 1531년 | 산타 마리아 데이 세르비의 정문 (Santa Maria dei Servi)                 | 비첸차   |                                                                                  |      |
| 1558년 | 비첸차 대성당의 돔 (Vicenza Cathedral)                                 | 비첸차   | 제2차 세계 대전으로 파괴되었다가 재건                                            |      |
| 1558년 | 산 피에트로 디 카스텔로의 파사드 (San Pietro di Castello)              | 베네치아 | 팔라디오 사후 완공                                                               |      |
| 1560년 | 산 조르조 마조레 수도원의 회랑 (San Giorgio Maggiore)                  | 베네치아 |                                                                                  |      |
| 1560년 | 콘벤토 델라 카리타 (Convento della Carità)                             | 베네치아 | 1630년에 화재로 현관홀과 회랑이 파괴됨                                           |      |
| 1563년 | 비첸차 대성당의 측면 출입구 (Vicenza Cathedral)                        | 비첸차   |                                                                                  |      |
| 1564년 | 산 프란체스코 델라 비냐의 파사드 (San Francesco della Vigna)           | 베네치아 |                                                                                  |      |
| 1565년 | 산 조르조 마조레 (San Giorgio Maggiore)                                | 베네치아 | 팔라디오 사후 1607년과 1611년 사이에 완공 빈첸초 스카모치에 의해 파사드가 변경됨 |      |
| 1574년 | 산 페트로니오 바실리카의 파사드 (San Petronio Basilica)                | 볼로냐   |                                                                                  |      |
| 1576년 | 산타 코로나의 카펠라 발마라나 (Cappella Valmarana in Santa Corona)     | 비첸차   |                                                                                  |      |
| 1577년 | 일 레덴토레 (Il Redentore)                                             | 베네치아 |                                                                                  |      |
| 1578년 | 산타 마리아 노바 (Santa Maria Nova)                                    | 비첸차   | 팔라디오 사후 1590년에 완공                                                      |      |
| 1580년 | 산타 루시아 (Santa Lucia)                                              | 베네치아 | 철거                                                                             |      |
| 1580년 | 빌라 바르바로의 템피에토 바르바로 (Tempietto Barbaro of Villa Barbaro) | 트레비소 |                                                                                  |      |

| \| 연도 \| 건물명 \| 위치 \| 비고 \| 사진 \| \| ------ \| ----------------------------------- \| -------- \| -------------------------------------------------- \| ---- \| \| 1556년 \| 아르코 볼라니 (Arco Bollani) \| 우디네 \| \| \| \| 1565년 \| 콘벤토 델라 카리타의 목조 극장 \| 베네치아 \| 1570년에 화재로 소실 \| \| \| 1568년 \| 베키오 다리 (Ponte Vecchio) \| 비첸차 \| 1748년과 제2차 세계 대전 때에 재건 \| \| \| 1569년 \| 테시나의 다리 (Bridge on Tesina) \| 비첸차 \| \| \| \| 1579년 \| 포르타 제모나 (Porta Gemona) \| 우디네 \| \| \| \| 1580년 \| 테아트로 올림피코 (Teatro Olimpico) \| 비첸차 \| 팔라디오 사후 1585년에 빈첸초 스카모치에 의해 완공 \| \| |                                     |          |                                                    |      |
| 연도 | 건물명                              | 위치     | 비고                                               | 사진 |
| 1556년 | 아르코 볼라니 (Arco Bollani)        | 우디네   |                                                    |      |
| 1565년 | 콘벤토 델라 카리타의 목조 극장      | 베네치아 | 1570년에 화재로 소실                               |      |
| 1568년 | 베키오 다리 (Ponte Vecchio)         | 비첸차   | 1748년과 제2차 세계 대전 때에 재건                 |      |
| 1569년 | 테시나의 다리 (Bridge on Tesina)    | 비첸차   |                                                    |      |
| 1579년 | 포르타 제모나 (Porta Gemona)        | 우디네   |                                                    |      |
| 1580년 | 테아트로 올림피코 (Teatro Olimpico) | 비첸차   | 팔라디오 사후 1585년에 빈첸초 스카모치에 의해 완공 |      |

## 참고 문헌
- 《팔라디오와 팔라디아니즘》, 로버트 태버너 저·임석재 역, 시공사, 1999년. ISBN 89-527-0123-2
- 《안드레아 팔라디오》, 와타나베 마유미 저·박정선 역, 르네상스, 2005년. ISBN 89-90828-19-8
- 이 문서에는 다음커뮤니케이션(현 카카오)에서 GFDL 또는 CC-SA 라이선스로 배포한 글로벌 세계대백과사전의 내용을 기초로 작성된 글이 포함되어 있습니다.